# Захарьин-Юрьев, Протасий Васильевич
Протасий Васильевич Захарьин-Юрьев (ум. 24 октября 1575, Москва) — дворянин московский и стольник, старший из трёх сыновей боярина Василия Михайловича Захарьина-Юрьева (ум. 1567) и Анастасии Дмитриевны Бельской (ум. 1571).

## Биография
Сын одного из инициаторов опричнины, Протасий Васильевич Захарьин-Юрьев и сам принадлежал к корпусу опричников. С конца 1560-х годов служил при дворе царевича Ивана Ивановича (1554—1581), старшего сына царя Ивана Грозного. Протасий Васильевич Захарьин был троюродным братом по матери наследника московского престола.
24 октября 1575 года Протасий Захарьин-Юрьев был казнен по приказу царя Ивана Грозного, через четыре дня после гибели архиепископа новгородского Леонида. Возможно, казни Леонида и Протасия Захарьина находились в прямой связи с «новгородским изменным делом», которое расследовалось в 1570 году.
Пискарёвский летописец, связывая оба эти события, датирует их, правда, 1573 годом:

«Того же году [7081]… повелеша казнити на площади у Пречистыя … Протасия Юрьева, владыку наугородцкого … и иных многих».

Головы казненных «меташа» во дворы князя И. Ф. Мстиславского, митрополита Антония, дьяка А. Щелкалова и других, также подозреваемых в измене.
Бездетен.